# Сугіяма Макото
Макото Сугіяма (яп. 杉山 誠, нар. 17 травня 1960, Префектура Сідзуока) — японський футболіст, що грав на позиції захисника.
Виступав, зокрема, за клуб «Ніссан Моторс», а також молодіжну збірну Японії.

## Клубна кар'єра
У дорослому футболі дебютував 1983 року виступами за команду клубу «Ніссан Моторс», в якій провів вісім сезонів, взявши участь у 100 матчах чемпіонату. 
Згодом з 1991 по 1993 рік грав у складі команд клубів «Сумітомо Металс» та «Касіма Антлерс».
Завершив професійну ігрову кар'єру у клубі «Кіото Санга», за команду якого виступав протягом 1994—1996 років.

## Виступи за збірну
1979 року залучався до складу молодіжної збірної Японії. У її складі був учасником молодіжного чемпіонату світу 1979 року.